# Old Firm
Old Firm és el nom amb què es coneix el derbi urbà entre el Celtic i el Rangers, tots dos de la ciutat de Glasgow, Escòcia. Aquests dos equips són, de llarg, els més exitosos i populars del país, i la seva rivalitat ha quedat profundament arrelada en la cultura escocesa. Ha reflectit i contribuït en la divisió i sectarisme polític, social i religiós que ha afectat Escòcia. Per aquest motiu, els partits són seguits a tot el món.
Entre els dos clubs, han guanyat 103 campionats de lliga (el Rangers 54 i el Celtic 49), 71 copes d'Escòcia, i 44 copes de la Lliga. En poques ocasions s'ha discutit la seva supremacia en el futbol escocès, la més recent de les quals va ser durant la primera meitat de la dècada de 1980 amb l'aparició de la New Firm, formada pels conjunts de l'Aberdeen i el Dundee United. Des de la temporada 1985–86, un dels dos equips de Glasgow ha guanyat el campionat de lliga i, entre les temporades 1995-96 i 2011-12, els dos equips van quedar en les dues primeres posicions de la classificació, amb l'excepció de la temporada 2005-06. En els darrers anys, el Rangers va patir dificultats econòmiques, essent liquidat el 2012. Per aquest motiu, va haver de ser refundat com una nova companyia, entrant a la quarta divisió del futbol escocès. El Celtic ha guanyat les darreres set lligues consecutives.
El Celtic i el Rangers han disputat un total de 414 partits en competicions oficials entre ells: El Rangers ha guanyat 159 partits, el Celtic 156, i 99 van acabar en empat.
Els dos clubs tenen molts aficionats tant a Glasgow com a la resta d'Escòcia, tenint suports en la majoria de ciutats del país i d'Irlanda del Nord, així com en altres parts del món. El 2005 es va estimar que la presència del Rangers i el Celtic aportava un total de £120 milions de lliures a l'economia escocesa cada any.